# Cymothoe kapangae
Cymothoe kapangae är en fjärilsart som beskrevs av Frans G.Overlaet 1944. Cymothoe kapangae ingår i släktet Cymothoe och familjen praktfjärilar. Inga underarter finns listade i Catalogue of Life.